# Partido Verde
De Partido Verde, afgekort PV (Nederlands: Groene Partij) is een politieke partij in Brazilië.
De partij kwam op het politieke toneel in de jaren van 1980 op basis van de milieu-ontwikkelingen die aan de gang waren in Europa, en onder de voorvechters bevinden zich kunstenaars, intellectuelen, activisten en milieuactivisten.
De partij werd opgericht in januari 1986 in Rio de Janeiro. Een groep van schrijvers, journalisten, ecologen, kunstenaars en ook voormalige politieke ballingen begonnen met het vormgeven van de PV.
De belangrijkste programma-aspecten van de PV zijn duurzame ontwikkeling en de vermindering van de sociale ongelijkheid. Het pleit voor pacifisme, federalisme, parlementarisme, directe democratie, ecologische landhervorming, negatieve belasting, democratisering van de media en een sterke lokale overheid.

## Verkiezingsresultaten

### Parlementsverkiezingen
| Kamer                                                               | Kamer     | Kamer      | Kamer      | Kamer  | Kamer  | Senaat    | Senaat     | Senaat     | Senaat  | Senaat | Senaat |
| Jaar                                                                | Stemmen   | Stemmen    | Stemmen    | Zetels | Zetels | Stemmen   | Stemmen    | Stemmen    | Zetels  | Zetels | Zetels |
| Jaar                                                                | Aantal    | Percentage | Percentage | Aantal | +/-    | Aantal    | Percentage | Percentage | Gekozen | +/-    | Totaal |
| Jaar                                                                | Aantal    | %          | +/-        | Aantal | +/-    | Aantal    | %          | +/-        | Gekozen | +/-    | Totaal |
| ------------------------------------------------------------------- | --------- | ---------- | ---------- | ------ | ------ | --------- | ---------- | ---------- | ------- | ------ | ------ |
| 2006                                                                | 3.368.561 | 3,60       | –          | 13     | –      | 1.425.765 | 1,70       | –          | 0       | –      | 0      |
| 2010                                                                | 3.710.366 | 3,80       | 0,20       | 15     | 2      | 5.047.797 | 3,00       | 1,30       | 0       | –      | 0      |
| 2014                                                                | 2.004.464 | 2,10       | -1,70      | 8      | -7     | 723.576   | 0,80       | -2,20      | 0       | –      | 0      |
| 2018                                                                | 1.592.173 | 1,60       | -0,50      | 4      | -4     | 1.226.392 | 0,70       | -0.10      | 0       | –      | 0      |
| 2022                                                                | 954.578   | 0,87       | -0,73      | 6      | 2      | 475.597   | 0,48       | -0,22      | 0       | –      | 0      |
| Bron: Wikipedia - Braziliaanse parlementsverkiezingen 2006 t/m 2022 |           |            |            |        |        |           |            |            |         |        |        |

### Statenverkiezingen
Er werden geen PV-kandidaten gekozen voor het gouverneurschap tijdens de Statenverkiezingen van 2022.

### Gemeentelijke verkiezingen
Bij de gemeentelijke verkiezingen van 2020 werden 47 burgemeesters en 805 gemeenteleden gekozen voor de PV.

## Bekende oud-leden
- Marina Silva, sinds 2015 in de partij REDE.